# Luiz Vieira da Silva

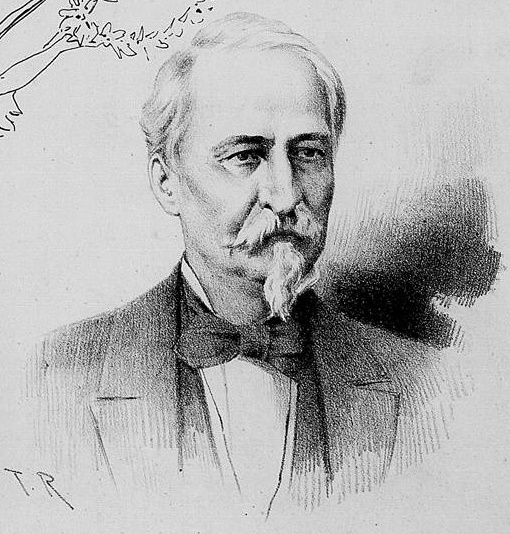
Graf Luiz Vieira da Silva.

Graf Luiz Vieira da Silva (* 2. Oktober 1828 in Fortaleza; † 3. November 1889 ebenda) war ein Rechtsanwalt, Bankier und Politiker im Kaiserreich Brasilien.

## Leben
Vieira studierte an der Ruprecht-Karls-Universität Heidelberg Rechtswissenschaft. 1849 wurde er mit Georg von Steinmann Mitglied des Corps Saxo-Borussia Heidelberg. Er war Präsident der Provinzen Piauí (1869/70) und Maranhão (1876). 1888/89 war er der letzte Marineminister des Kaiserreichs Brasilien. Er starb mit 61 Jahren.